# Jiří Heřt
Jiří Heřt (5. dubna 1928 Louny – 9. srpna 2014 Chomutov) byl český lékař, profesor anatomie a druhý předseda českého klubu skeptiků Sisyfos.

## Osobní život
Po ukončení gymnázia v Lounech studoval lékařství na Fakultě všeobecného lékařství Univerzity Karlovy v Praze a asistoval v Anatomickém ústavu u profesora Ladislava Borovanského. Na jeho doporučení nastoupil po promoci do Anatomického ústavu Lékařské fakulty UK v Plzni k profesoru Jaroslavu Kosovi. Zde se jako člen výzkumného týmu zabýval nejprve obecnými otázkami růstu kostí a jejich cévního zásobení, později rovněž adaptací kostí na funkční zátěž. V roce 1960 obhájil kandidátskou práci a o tři roky později habilitační práci na téma Regulace růstu dlouhých kostí do délky. Výsledky tohoto výzkumu měly přímý dopad na klinickou praxi a staly se součástí Tošovského a Stryhalovy monografie Dětské zlomeniny, vydané roku 1967.
Úzkou spolupráci navázal s kolegy na plzeňské ortopedické klinice a do konce 60. let publikoval ve oboru anatomie více než 70 vědeckých článků. Tým profesora Kose na plzeňské lékařské fakultě vydal skripta Přehled topografické anatomie (1964) a Topografická anatomie pro stomatology (1971). Opět vyšla v roce 1990.

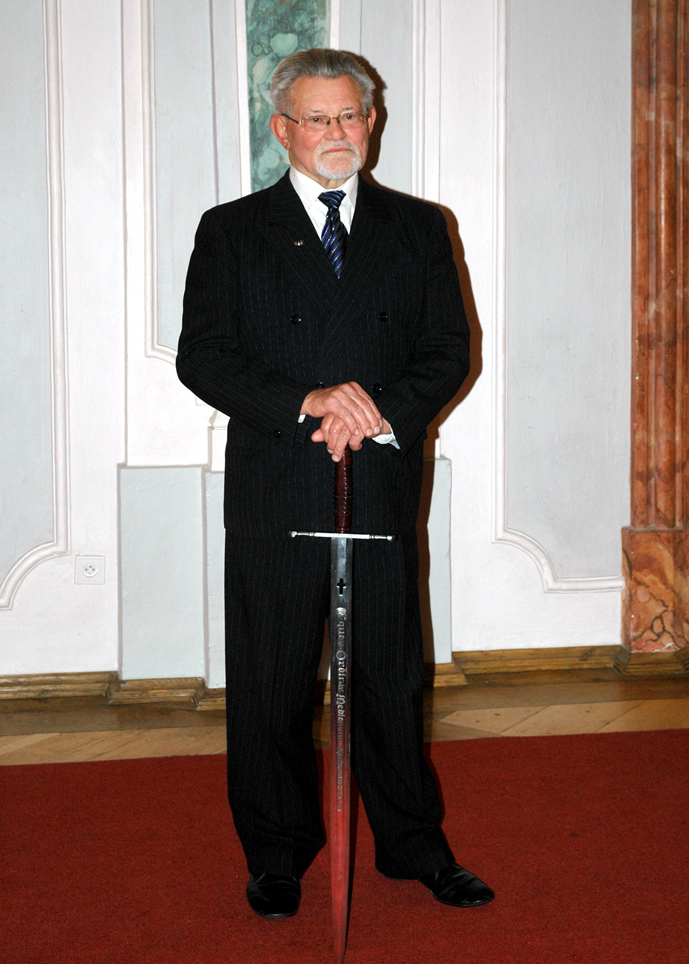
Jiří Heřt
20. rytíř českého lékařského stavu (2012)

Koncem 60. let pobýval pracovně v Alžírsku a po návratu domů se aktivně zapojil do politického dění jako zakládající člen Klubu angažovaných nestraníků. Po okupaci roku 1968 následoval okamžitý zákaz činnosti KANu a byl z Lékařské fakulty vyloučen. Někteří jeho kolegové zvolili emigraci a celý výzkumný tým zanikl. Od roku 1973 až do roku 1990 pak pracoval jako závodní lékař ve Válcovnách trub a železárnách v Chomutově. Pod jeho vedením vznikla rozsáhlá epidemiologická studie Průzkum ischemické choroby srdeční a jejích rizikových faktorů v závodě VTŽ Chomutov (1977 a 1984).
K anatomii se vrátil po pádu komunistického režimu v roce 1989 a roku 1990 již přednášel na ortopedickém kongresu v Praze. Odmítl nabídku vést plzeňský Anatomický ústav po Kosovi, ale navázal na svou vědeckou kariéru a v roce 1993, třicet let po své habilitaci, obhájil doktorskou disertační práci. Na podzim téhož roku byl jmenován profesorem. Výsledky svého dlouhodobého osteologického výzkumu shrnul v publikaci Základy klinické anatomie pohybového aparátu (spoluautor J. Bartoníček, 2004).
Do povědomí širší veřejnosti se zapsal také kritickým vystupováním proti takzvané alternativní medicíně, pavědeckým teoriím a šarlatánským praktikám spojeným s léčitelstvím. Poprvé se setkal s působením léčitelů jako závodní lékař v Chomutově a od roku 1985 se začal problematikou alternativní medicíny zabývat soustavně. Byl jedním ze zakládajících členů Českého klubu skeptiků Sisyfos a jeho v pořadí druhým předsedou. Sestavil první český výkladový slovník esoteriky a pavěd. Stal se také editorem sborníků Věda kontra iracionalita I–V, obsahujících texty přednášek klubu Sisyfos pořádaných v letech 1998–2012 v Akademii věd České republiky. Jako zastánce vědeckého přístupu v rámci lege artis přednášel předmět Rizika a možnosti alternativní medicíny.
Dopracoval se k hlubším znalostem vývojové biologie, kterých využíval při kritice pseudovědeckého kreacionismu. Kvalifikovaně psal i přednášel k historii skepticismu, k otevřeným otázkám vztahu vědy a náboženství, překvapivě vystoupil s kritikou přístupu filosofa vědy K. R. Poppera nebo s kritikou závažných nedostatků v časopisu Vesmír, který se podle něj zpronevěřil svému přírodovědeckému charakteru.
Byl mnoho let předsedou Spolku lékařů v Chomutově. V březnu 2013 mu Česká lékařská komora udělila vyznamenání Rytíř českého lékařského stavu.

### Ocenění
- 1993: Pamětní medaile Anatomické společnosti České lékařské společnosti JEP
- 2005: Stříbrná medaile Univerzity Karlovy za zásluhy o anatomii
- 2008: Jeseniova plaketa České anatomické společnosti
- 2010: Zlatá medaile Univerzita Karlova
- 2012: Rytíř českého lékařského stavu (Eques ordinis medicorum bohemicorum)

## Cena Jiřího Heřta
Český klub skeptiků Sisyfos se rozhodl udělovat k uctění památky svého čelného člena Prof. MUDr. Jiřího Heřta, DrSc. (1928-2014) výroční ceny nesoucí jeho jméno. Cenu lze udělit jednotlivcům nebo i týmům, organizacím a dalším subjektům působícím v Česku. Záměrem ocenění je zvýraznit zásluhy laureátů o užívání, šíření a popularizaci metod kritického vědeckého myšlení.

### Laureáti
- 2021 tvůrci pořadu Hyde Park Civilizace: Gabriela Cihlářová (dramaturgyně a editorka), Pavlína Sedlářová (editorka a rešeršistka), Martina Azabi (produkční), Jaroslav Zoula (redaktor), Daniel Stach (moderátor a redaktor).[12]

## Bibiliografie
- Jiří Heřt, Výkladový slovník esoteriky a pavěd, 2008, 264 s., Nakl. Věry Noskové, Praha, tisk Finidr Č. Těšín, ISBN 978-80-903320-6-5
- Jiří Heřt, Alternativní medicína a léčitelství, 2011, 240 s., Nakl. Věry Noskové, Praha, tisk TP, Č. Těšín, ISBN 978-80-87373-15-6
- Základy klinické anatomie pohybového aparátu, 2004, Bartoníček J, Heřt J, 256 s., Nakl. Maxdorf, Praha, ISBN 80-7345-017-8
- Akupunktura, mýty a realita, Heřt J a kol., 2002, 191 s., Nakl. Galén, ISBN 807262167X
- Jiří Heřt, Homeopatie, clusterová medicína, anthroposofická medicína, 1997, 392 s., Nakl.Lidové noviny, Praha, ISBN 80-7106-230-8,
- Alternativní medicína - možnosti a rizika, Heřt J a kol., 1995, Grada, Avicenum, Praha
- Funkční adaptace kosti, Heřt J, 1993, SN, Chomutov, Plzeň
- Přehled topografické anatomie, Kos J, Heřt J, Hladíková J, 1981, SPN, Praha
- Topografická anatomie pro stomatology, Heřt J, 1971, UK, LF v Plzni, SPN
- Regulace růstu dlouhých kostí do délky: Experimentální studie o významu mechanických faktorů, Heřt J, 1964, 213 s., SPN / Plzeňský lék. sborník, Supplementum 13, Praha
- Jiří Heřt, Jan Hnízdil a Pavel Klener: Akupunktura - mýty a realita / Acupuncture - myths and reality, Galén, Praha 2002, ISBN 80-7262-167-X